# Skorupki (województwo mazowieckie)
Skorupki – wieś w Polsce położona w województwie mazowieckim, w powiecie sokołowskim, w gminie Repki. Ma status sołectwa.
W latach 1975–1998 miejscowość położona była w województwie siedleckim.
Wierni kościoła rzymskokatolickiego należą do parafii św. Wawrzyńca w Kożuchówku